# 奥村三男
奥村 三男(おくむら みつお）は、日本の建築家。東京建築設計厚生年金基金理事　全国設計事務所健康保険組合監事を歴任。長男で後継者で建築家の奥村徹、次男で東京都港区新橋で洋楽バー経営（StayUpLate）で 歌手・俳優の奥村裕二の父。

## 経歴
- 1957年、茨城県立水戸工業高等学校卒業
- 1962年、日本大学理工学部建築学科卒業
- 1962年-1965年 日本電建特殊建設部
- 1965年、奥村建築設計事務所設立
- 1969年、株式会社奥村三男建築設計事務所設立
- 1977年、日本建築学会競技設計、移動展示機構で建設大臣最優秀作品賞
- 1989年、筑波事務所開設

## 代表作
- 中島大森マンション
- 日本大学薬学部実験動物センター
- 成田信用金庫印西支店
- VILLA HAUTE VAGUE
- 茨城県瓜連町役場庁舎
- 茨城県山方町役場
- 日本大学経済学部三崎町校舎
- 銀座伊藤ビル
- 浅草橋リレントビル
- 水戸市末広町豊田邸
- ペリスタイル筑波

| スタブアイコン | サブスタブ | この項目は、まだ閲覧者の調べものの参照としては役立たない、人物に関連した書きかけの項目です。この項目を加筆・訂正などしてくださる協力者を求めています（P:人物伝/PJ:人物伝）。 |